# مزرعة نرزمز
مزرعة نرزمز هي قرية في مقاطعة نقدة، إيران. في تعداد عام 2006، لوحظ وجودها، ولكن لم يتم الإبلاغ عن سكانها.